# Kapuso Mo, Jessica Soho
Kapuso Mo, Jessica Soho (abbreviato KMJS) è un programma televisivo filippino trasmesso su GMA Network dal 7 novembre 2004.
Il programma presenta storie su eventi, cultura pop, cibi, celebrità, salute e tendenze, oltre a leggende metropolitane, storie di fantasmi e presunte attività paranormali.